# Scorpions de Mulhouse
Scorpions de Mulhouse – francuski klub hokeja na lodzie z siedzibą w Miluzie.